# Mobilitätsdrehscheibe Augsburg

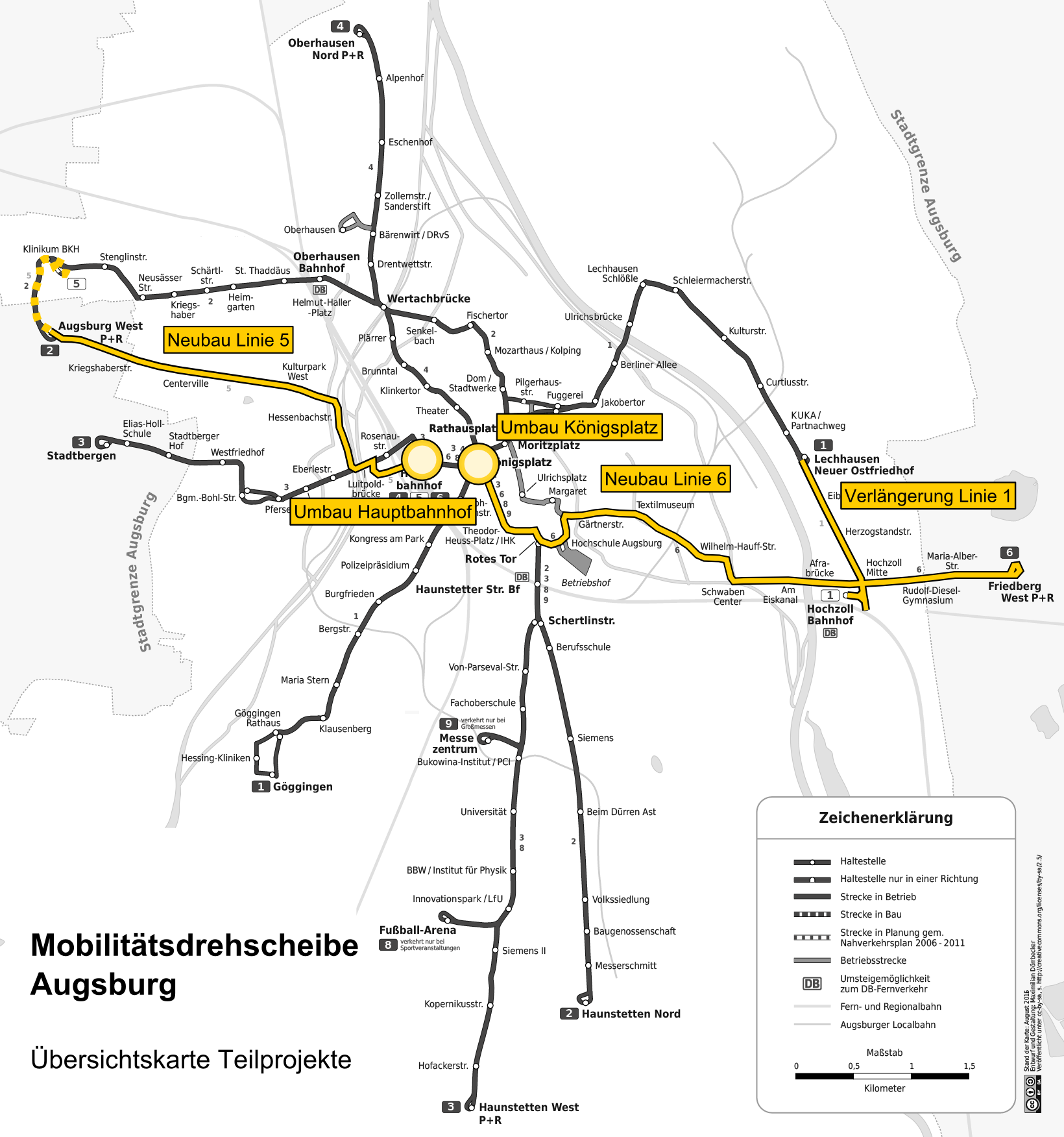
Teilprojekte der Mobilitätsdrehscheibe Augsburg

Die Mobilitätsdrehscheibe Augsburg (kurz MDA) ist ein seit 2007 laufendes Verkehrsprojekt in Augsburg. Das Vorhaben setzt sich insgesamt aus fünf einzelnen Teilprojekten zusammen. Hauptprojekt ist der Neubau der Straßenbahnlinien 6 und 5. Am Projekt beteiligt sind federführend die Stadtwerke Augsburg sowie die Stadt Augsburg und die Deutsche Bahn.
Ziel des Projektes ist es, den Nahverkehr in Augsburg moderner und attraktiver zu gestalten. Dies soll einerseits durch eine Erweiterung und Neuordnung des Augsburger Straßenbahnnetzes und andererseits durch eine bessere Verknüpfung zwischen den öffentlichen Verkehren an den Umsteigeknoten erreicht werden.
Erste Kostenschätzungen aus dem Jahre 2006 bezifferten die Gesamtinvestitionssumme auf rund 214 Millionen Euro. Die Projektfertigstellung wurde damals für das Jahr 2012 angesetzt. Im weiteren Verlauf des Projektes wurde jedoch bekannt, dass der Tunnel in Etappen ersten zwischen 2023 und 2024 eröffnet werden kann, aktuell werden Termine bis in das Jahr 2027 geplant. Die Linie 5 wird noch später folgen. Ein Großteil der Kosten werden von Bund und Freistaat im Rahmen einer Förderung übernommen.
Neben den Projekten der Mobilitätsdrehscheibe gehören auch die Maßnahmen des Innenstadtumbaus, wie etwa die Neugestaltung der Fußgängerzone, zu den Inhalten der Kampagne.
Im Oktober 2016 erhielt die Stadt Augsburg „für die politischen Entscheidungen zum Projekt Mobilitätsdrehscheibe“ den vom Fahrgastverband Pro Bahn erstmals verliehenen Bayerischen Fahrgastpreis.

## Vorgeschichte
Das Kernprojekt der Mobilitätsdrehscheibe, der Umbau des Hauptbahnhofs, wurde bereits im Augsburger Gesamtverkehrsplan von 1978 aufgeführt. In der 1998 erfolgten Fortschreibung des Gesamtverkehrsplans wurde der Bedarf dieses Vorhabens nochmals bestätigt. 2003 schließlich entschied sich der Augsburger Stadtrat für eine neue Straßenbahntrasse unterhalb des Hauptbahnhofes. Von Seiten der Deutschen Bahn wurden daraufhin Planungen zum barrierefreien Ausbau des Hauptbahnhofes angestrengt, um einen umfassenden Umbau einschließlich Finanzierungskonzept vornehmen zu können.
Mit der 2006 erfolgten Ausgliederung und Fortschreibung des Nahverkehrsplanes aus dem Generalverkehrsplan wurde das Vorhaben weiter konkretisiert. Der Hauptbahnhof soll demnach zu einem barrierefreien Verknüpfungsbauwerk mit unterirdischer Straßenbahnhaltestelle und Westzugang umgebaut werden. Auch die anderen Teilprojekte der Mobilitätsdrehscheibe wurden im Nahverkehrsplan mit einem Realisierungshorizont bis 2011 aufgeführt.

## Teilprojekte

### Neubau der Straßenbahnlinie 6
Die bauliche Umsetzung der Mobilitätsdrehscheibe begann mit dem Neubau der Straßenbahnlinie 6 nach Hochzoll bzw. Friedberg West. Nachdem die Regierung von Schwaben den Planfeststellungsbeschluss am 25. April 2007 an die Stadtwerke übergeben hatte, wurden die Bauarbeiten im Juli 2007 aufgenommen. Nach mehr als drei Jahren Bauzeit ging die neue Linie zum Fahrplanwechsel am 12. Dezember 2010 in Betrieb. Die Gesamtkosten belaufen sich auf insgesamt 60,9 Millionen Euro.
Die neue Linie verkehrt zwischen dem Augsburger Hauptbahnhof und dem Park-and-Ride-Platz Friedberg West und bindet so den Augsburger Osten besser an die Innenstadt und den Hauptbahnhof an. Der überwiegende Teil der neuen Strecke wird auf einem eigenen Gleiskörper (Mittellage und Seitenlage) geführt, der abschnittsweise zudem als Rasengleis ausgebildet ist. Das bestehende Busnetz wurde neu geordnet und dient nun als Zubringer bzw. als Ergänzung zur Straßenbahn.
Der Bau der Straßenbahnlinie wurde im Vorfeld sowohl von Teilen der Bürgerschaft als auch auf politischer Ebene kritisiert, da durch den Platzbedarf des Gleiskörpers ein Fahrstreifen pro Fahrtrichtung auf der Friedberger Straße entfällt und damit unter Umständen die Stauanfälligkeit erhöht sowie Schleichverkehr durch Wohngebiete erzeugt wird.

### Untertunnelung des Hauptbahnhofs

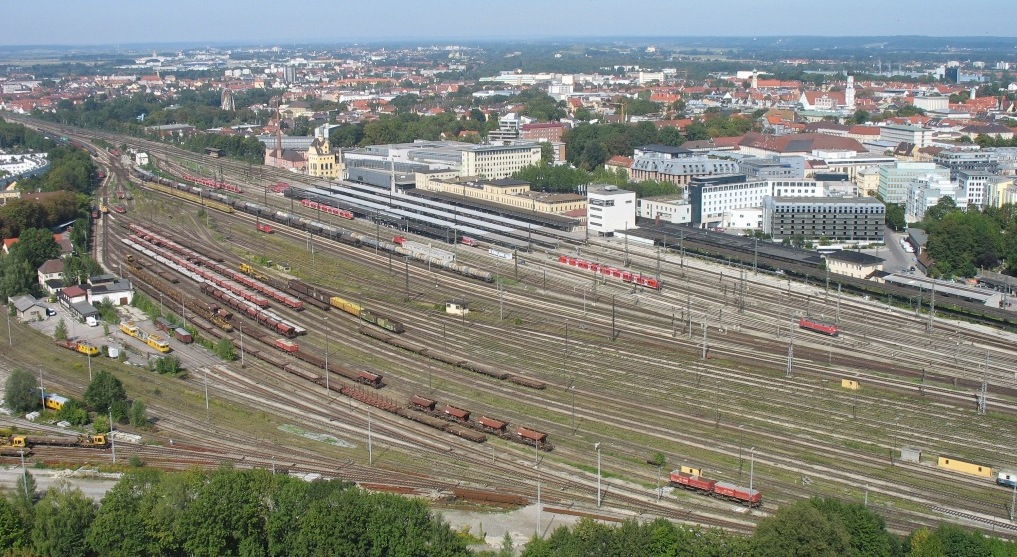
Der Augsburger Hauptbahnhof

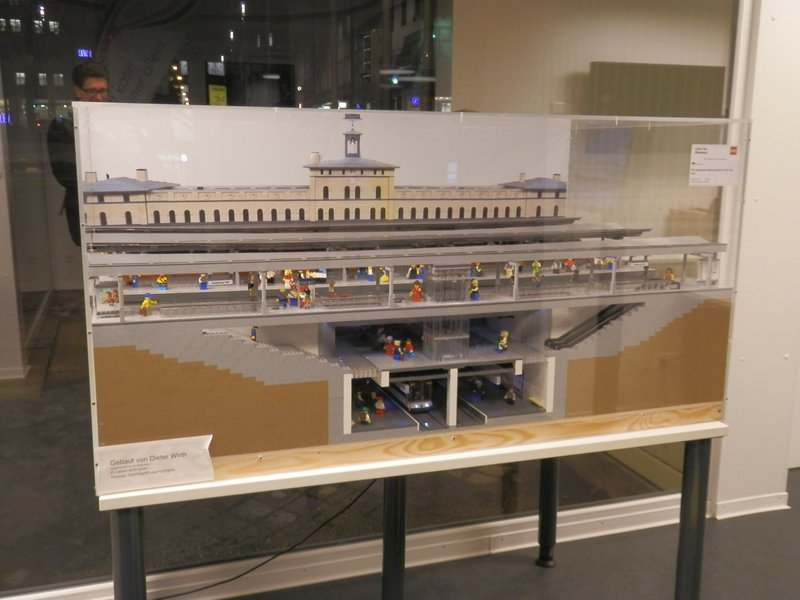
Modell des künftigen Bahnhofstunnels

Als grundlegendes Element des Gesamtprojekts gilt der Um- und Ausbau des Augsburger Hauptbahnhofes zu einer so genannten „Mobilitätsdrehscheibe“, bei der er als Knotenpunkt von Nah-, Regional- und Fernverkehr dienen wird. Durch den Regio-Schienen-Takt Augsburg soll eine S-Bahn-ähnliche Taktung zu Stoßzeiten gefahren werden und durch aufeinander abgestimmte Fahrpläne kürzere Warte- und damit Reisezeiten erreicht werden.
Die Planungen sehen dabei folgende Maßnahmen vor:
- Erweiterung des Bahnhofes um einen weiteren Bahnsteig
- Umbaumaßnahmen, um den Bahnhof vollständig barrierefrei zu gestalten (Aufzüge, Rampen), Taktiles- und Wegeleitsystem
- Bau einer unterirdischen Straßenbahnhaltestelle für mehrere Straßenbahnlinien

Der Umbau des Hauptbahnhofes hat mit dem Umbau des Königsplatzes 2011/12 begonnen. Während der Streckensperrung von 2011 bis 2013 wurde die östliche Tunnelrampe in der Halderstraße begonnen. In den Jahren ab 2014 gingen die Bauarbeiten auf dem Bahnhofsplatz und unter dem Bahnhofsgebäude weiter. Gleichzeitig erfolgt der Bau eines Straßenbahntunnels von Westen her unter dem Güterbahnhof und unter den Bahnsteigen bis zum Bahnhofsgebäude. Am 25. März 2021 erfolgte termingerecht der sogenannte Tunneldurchstich. Die Fertigstellung war ursprünglich für 2022 vorgesehen, verzögert sich aber aufgrund von Lieferengpässen. Es war zuletzt geplant die Verteilerebene im August 2023 und die unterirdische Straßenbahn-Haltestelle im Laufe des Jahres 2024 in Betrieb zu nehmen. Doch aufgrund von verschiedenen Verzögerungen wird die Straßenbahnhaltestelle nach mehrfachen Verschiebungen erst bis Juli 2027 in Betrieb gehen.

### Umbau des Königsplatzes

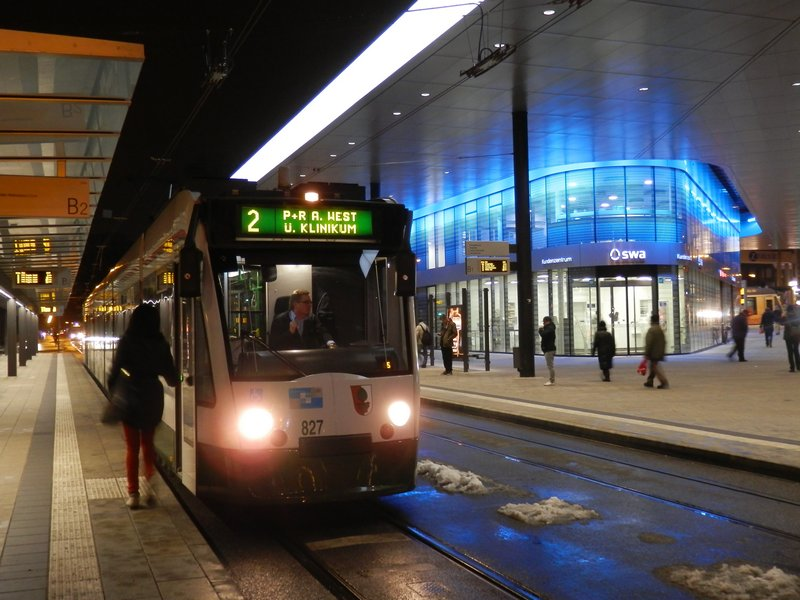
Neue Haltestellenanlage Königsplatz 2014

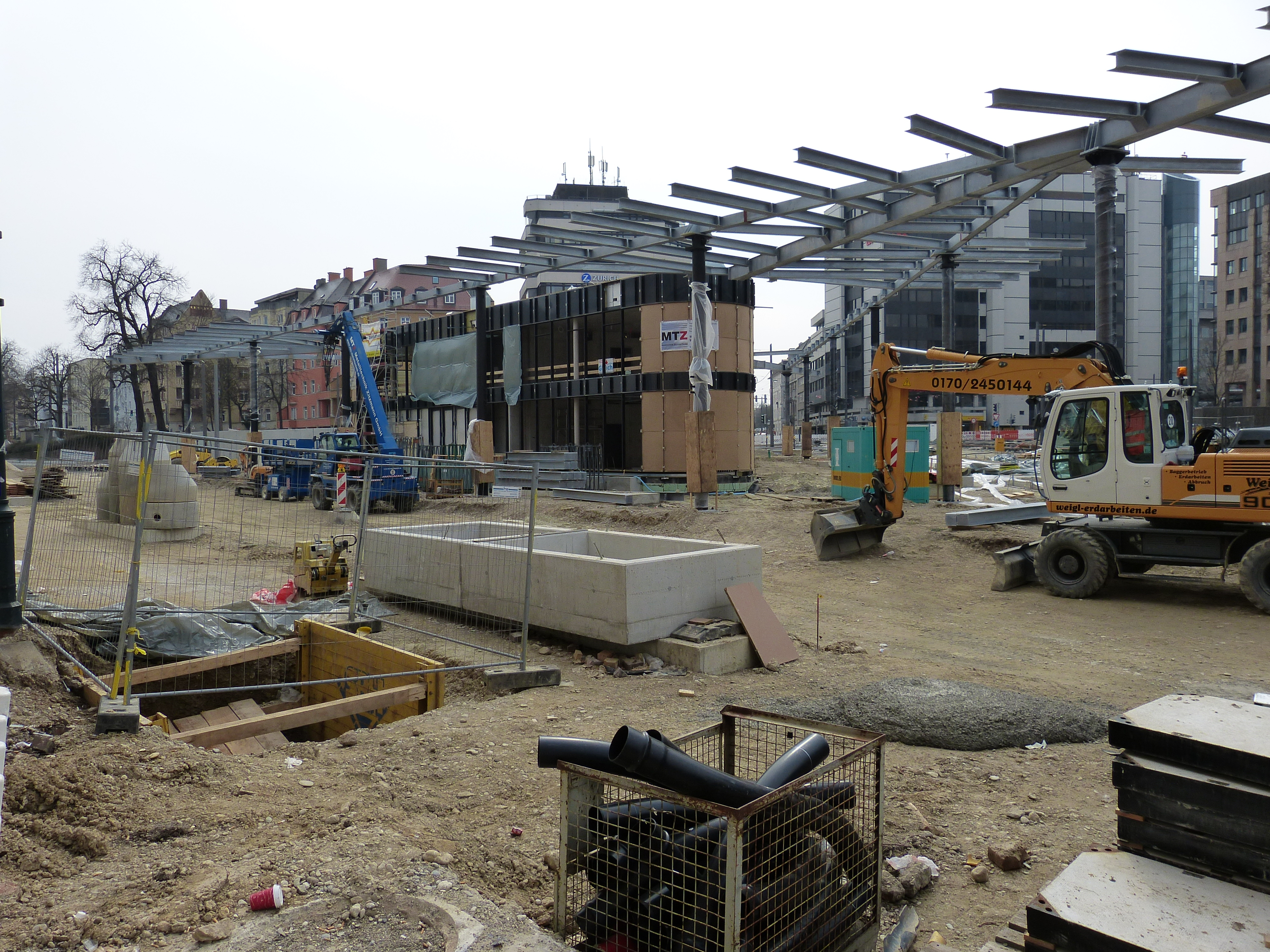
Baustelle im März 2013

Im Dezember 2013 wurde die umfassend umgebaute Haltestellenanlage am Königsplatz in Betrieb genommen. Der Umbau war notwendig, weil die Anlage schon durch den bisherigen Betrieb mit den 42 Meter langen Zügen im Fünf-Minuten-Takt überlastet war. Für die weiteren Verkehrszuwächse, unter anderem für die neue Straßenbahnlinie 6, wurden zusätzlich zu den bereits vorhandenen Bahnsteigen vier weitere gebaut. Der Königsplatz wurde im Zuge des Umbaus barrierefrei gestaltet.
Neben vielen Befürwortern gab es auch Kritiker der Planungen, da mindestens 40 Bäume im angrenzenden Park gefällt werden mussten. Die Augsburger CSU stellte eine andere Planung auf, bei der es nicht nötig gewesen wäre, den Manzù-Brunnen zu verlegen. Dafür hätte aber ein Autotunnel errichtet werden müssen. Für diesen Tunnel wären ebenfalls großflächige Baumfällungen notwendig.
Am 25. November 2007 fand ein Bürgerentscheid statt, bei dem die Mehrheit bei der Frage „Sind Sie dafür, dass der Augsburger Stadtrat dem Umbau des Königsplatzes erst dann zustimmt, wenn er seiner Entscheidung Planungen zugrunde legen kann, die von unabhängigen Fachleuten in einem offenen Ideenwettbewerb entwickelt wurden, der ein Gesamtkonzept für den künftigen innenstädtischen öffentlichen Personennahverkehr und den motorisierten Individualverkehr zum Inhalt hat?“ mit „Ja“ abstimmte. Damit mussten die bisherigen Planungen überdacht werden.
Die neue Stadtregierung aus CSU und Pro Augsburg favorisierte nun einen autofreien Königsplatz mit Verlegung der Hauptverkehrsachsen. Parallel dazu lief ein Gestaltungswettbewerb, dessen Ergebnisse bei den Umbauplänen berücksichtigt wurde. Am 12. Juni 2010 beschloss der Augsburger Stadtrat die endgültige Verkehrsführung am Königsplatz. Gegen diese Planung regte sich bürgerlicher Widerstand. Ein erfolgreich eingeleitetes Bürgerbegehren sollte danach über einen alternativ geforderten Autotunnel Klarheit bringen. Nach dem Bürgerentscheid am 21. November 2010 stimmten 73,9 Prozent der Abstimmenden für den Vorschlag des Stadtrates und damit gegen den Tunnelbau unter dem Königsplatz. Für den Tunnel stimmten in einer zweiten Frage lediglich 31,9 Prozent. Die Wahlbeteiligung lag bei 28,8 Prozent. Somit konnte der Oberflächen-Umbau des Königsplatzes beginnen. Dafür wurde am 21. März 2012 der Königsplatz geschlossen und der Linienverkehr komplett umgestellt. Gemäß der Planung, den Umbau binnen zwei Jahren fertigzustellen, wurde die neue Anlage am 15. Dezember 2013 eröffnet.

### Verlängerung der Straßenbahnlinie 1
Die Verlängerung der Straßenbahnlinie 1 vom Neuen Ostfriedhof in Lechhausen zum Bahnhof Augsburg Hochzoll dient dazu, um den Bahnhof besser an das Straßenbahnnetz anzuschließen und umgekehrt den Bahnanschluss in Richtung München attraktiver zu gestalten. Die Linie 1 verläuft überwiegend auf der Zugspitzstraße und wird in Zukunft die vier neuen Haltestellen „Eibseestraße“, „Herzogstandstraße“, „Friedberger Straße“ und „Bahnhof Hochzoll“ (Die Tramhaltestellen , Eibseestraße , Herzogstandstraße, der Halt in der Friedberger Straße und der Halt am Bahnhof Augsburg-Hochzoll sind noch in der Planung und noch nicht im Bau).

### Neubau der Straßenbahnlinie 5
Die neue Straßenbahnlinie 5 soll vom Hauptbahnhof zum Augsburger Universitätsklinikum (mit einer neuen Wendeschleife) verlaufen. Die neue Straßenbahnlinie wird erforderlich, da sich im Augsburger Westen auf den ehemals militärisch genutzten Flächen (Centerville bzw. Kriegshaber) neue Wohn- und Gewerbegebiete entwickelt haben und hier mit einem erhöhten Fahrgastaufkommen zu rechnen ist. Die Neubaustrecke steht im engen Zusammenhang mit dem Bahnhofstunnel, an den sie anschließt. Ein genauer Baubeginn steht noch nicht fest, Anfang 2014 wurden im Rahmen der Bürgerbeteiligung Varianten der Streckenführung westlich des Bahnhofs diskutiert.
Linienverlauf:
Hauptbahnhof – (* Luitpoldbrücke – * Hessenbachstraße –) Flandernstraße – Bürgermeister-Ackermann-Straße – Centerville – Kriegshaberstraße – P&R Augsburg West – Uniklinik/BKH (hier soll eine Wendeschleife entstehen)
(* die Linie 5 soll gemäß den Stadtwerken Augsburg über die Rosenaustraße geführt werden, womit diese Haltestellen entfallen werden)

## Kosten der Teilprojekte
Hauptbahnhof
Die Investitionskosten, inklusive der Planungs- und Baukosten belaufen sich 2014 auf 143,5 Mio. €, dieser Betrag ist für die Fördergeber relevant und werden branchenüblich kommuniziert. Weiterhin kommen Bauherrenleistungen in Höhe von 21,1 Mio. € und eine Instandsetzungs- und Erneuerungspauschale von circa 12 Mio. €, die anteilsmäßig durch die Stadt Augsburg und die swa getragen werden, hinzu. Eine Förderquote des Projekts von 83 % (der förderfähigen Kosten) wurde durch das Gemeindeverkehrsfinanzierungsgesetz im Rahmen des standardisierten Bewertungsverfahren eine positive Kosten-Nutzenrechnung festgestellt und eine Förderung genehmigt. Nach gegenwärtigen Schätzungen des Bundes der Steuerzahler wird die Untertunnelung des Hauptbahnhofes insgesamt 300 Millionen Euro kosten.
Königsplatz
Nach Auflistung der Stadtwerke setzt sich die Finanzierung wie folgt zusammen:
- Der Bund übernimmt 110,3 Millionen Euro
- Der Freistaat Bayern zahlt 46 Millionen EuroGemeindeverkehrsfinanzierungsgesetz
- Die Stadtwerke zahlen 57,5 Millionen Euro

Die Kosten der folgenden Baumaßnahmen:
- Der Umbau des Hauptbahnhofes kostet 63,5 Millionen Euro
- Die Kosten für den Umbau des Königsplatzes werden auf 13,9 Millionen Euro beziffert
- Der Bau der Linie 5 wird bei der Trassenführung durch die Hessenbachstraße mit 45,9 Millionen Euro veranschlagt
- Die Verlängerung der Linie 1 kostet nach der gegenwärtigen Schätzung 12,1 Millionen Euro

Die reinen Baukosten belaufen sich auf 187,1 Millionen Euro. Hinzu kommen noch die Nebenkosten für die Planungen und Gutachten. Diese Ausgaben liegen momentan bei 26,7 Millionen Euro.
Von entscheidender Bedeutung ist, dass nur bei Realisierung aller Teilprojekte insgesamt ein positives Kosten-Nutzen-Ergebnis erreicht wird. 